# Badminton (Gloucestershire)
Koordinaten: 51° 33′ N, 2° 17′ W
Badminton ist ein Dorf in der Grafschaft Gloucestershire im Südwesten Englands.  Es liegt unweit der Cotswolds 7 km  nordöstlich von Chipping Sodbury. Im Jahr 2011 hatte das Dorf 271 Einwohner.

## Lage

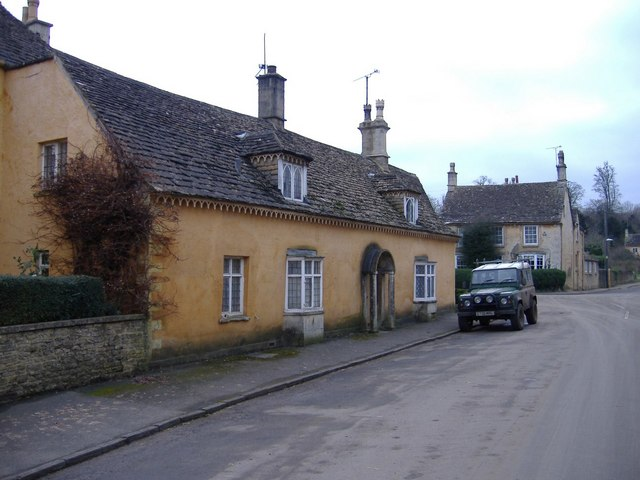
High Street

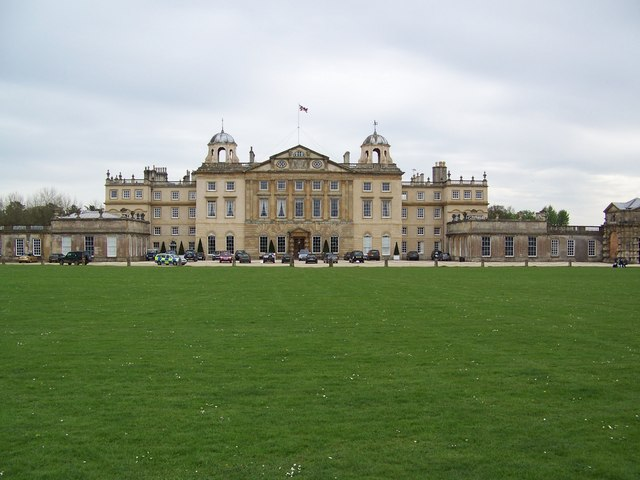
Badminton House

Badminton liegt etwa 31 km nordöstlich von Bristol und etwa 180 km nordwestlich von London.

## Geschichte
Badminton House, seit dem späten 17. Jahrhundert der Sitz der Dukes of Beaufort, wurde im 16. und 17. Jahrhundert  errichtet. Die im Stil des Palladianismus gehaltenen Gebäudeteile wurden von William Kent entworfen. Im Zweiten Weltkrieg lebte Maria von Teck, die Witwe von König Georg V., im Schloss.
Nach der Ortschaft beziehungsweise dem Badminton House ist das im frühen 19. Jh. vermutlich in Britisch-Indien entstandene Spiel Badminton seit ca. 1860 benannt; es ist jedoch unklar, warum.

## Veranstaltungen
Auf dem Gelände von Badminton House finden jedes Jahr im April oder Mai die Badminton Horse Trials statt.

## Persönlichkeiten
- Charles Henry Somerset (1767–1831), General und Gouverneur
- Fitzroy Somerset, 1. Baron Raglan (1788–1855), Feldmarschall und Oberbefehlshaber im Krimkrieg
- Robert Cyril Layton Perkins (1866–1955), Entomologe und Zoologe